# Huttessjön
Huttessjön är en sjö i Sorsele kommun i Lappland och ingår i Umeälvens huvudavrinningsområde. Sjön har en area på 0,0585 kvadratkilometer och ligger 699,1 meter över havet. Huttessjön ligger i Vindelfjällen Natura 2000-område. Sjön avvattnas av vattendraget Låktabäcken.

## Delavrinningsområde
Huttessjön ingår i det delavrinningsområde (729250-154301) som SMHI kallar för Utloppet av Varåivesjön. Medelhöjden är 646 meter över havet och ytan är 17,61 kvadratkilometer. Det finns inga avrinningsområden uppströms utan avrinningsområdet är högsta punkten. Låktabäcken som avvattnar avrinningsområdet har biflödesordning 3, vilket innebär att vattnet flödar genom totalt 3 vattendrag innan det når havet efter 369 kilometer. Avrinningsområdet består mestadels av skog (78 procent) och sankmarker (13 procent). Avrinningsområdet har 0,85 kvadratkilometer vattenytor vilket ger det en sjöprocent på 4,8 procent.